# Snarls
Snarls — американський інді-рок гурт з міста Колумбус, штат Огайо.

## Історія

### Раннє життя
Хло Вайт народилася в Індіані, але її сім'я переїхала в район Колумбуса, штат Огайо, коли їй було 7 років. Інші учасники майбутнього гурту Snarls вже мешкали в столичному районі Колумбуса.
Гурт Snarls утворився завдяки дружбі дитинства та відвідуванню підготовчої академії мистецтв The Arts & College Preparatory Academy. Макс Мартінес і Мік Мартінес — брат і сестра. Райлі Холл і Мік Мартінес — подруги з дитинства. Хло Вайт познайомилась з Райлі Холл у перший день навчання в підготовчій академії мистецтв «тільки тому, що ми носили ту саму пару Vans». «Я сказала: «Будь ласка, сядь зі мною, твої шузи круті», — каже Вайт. Згодом вони почали грати разом.

### 2017-наш час
Наприкінці 2017 року до тріо, Хло Вайт / Райлі Холл / Мік Мартінес, приєднався молодший брат Мікі, Макс Мартінес. І все стало на свої місця. «Ми перебирали інших барабанщиків і клавішників, і раптом мій брат став чудовим барабанщиком, просто нізвідки», — сміється Мік.
Одного разу на тренуванні хтось вигукнув: The Snarls. Далі вони відмовились від артиклю «the», і гурт з Огайо отримав назву Snarls.
Через шість місяців у Snarls було кілька пісень і вони самостійно випустили свій однойменний міні-альбом Snarls у 2018 році. Після завершення запису матеріалу для нового альбому, у гурту виник конфлікт, щодо того, як його випустити, самостійно чи на незалежному лейблі. Мартінес звернулась до десятків лейблів, але ніхто не відповідав. Вайт дуже хотіла якомога швидше випустити альбом і не гаяти час. Мартінес надіслала ще одну партію електронних листів. Зрештою відгукнувся Джо Урбан (Joe Urban) з незалежного лейбла Take This To Heart Records. У січні 2020 року гурт випустив нову пісню під назвою «Marbles», разом з оголошенням про свій дебютний альбом Burst. Альбом Burst вийшов у 2020 році на лейблі Take This To Heart Records.
У 2021 році Snarls випустили новий мініальбом під назвою What About Flowers?, який був спродюсований колишнім учасником гурту Death Cab For Cutie, Крісом Воллаю (Chris Walla).
У 2022 році вони випустили «After You (Samantha's Song)», сингл і оду одному з найкращих друзів дитинства Хло Вайт.
У 2023 році гурт Snarls грав на розігріві у англійського співака та автора пісень, Луї Томлінсона (Louis Tomlinson), під час північноамериканського етапу його світового туру Faith in the Future.
Перші кілька тижнів березня вони гастролювали з Брістоном Мароні (Briston Maroney). У 2023 році вони також випустили сингл «Big Fish», який також спродюсував Кріс Волла.

## Склад гурту
- Хло Вайт (Chlo White) — вокал, гітара,
- Райлі Холл (Riley Hall) — бас,
- Мік Мартінес (Mick Martinez) — гітара,
- Макс Мартінес (Max  Martinez) — барабани.

## Дискографія

### Студійні альбоми
- Burst (2020, Take This to Heart )

### Мініальбоми
- Snarls (2018, self-released)
- What About Flowers? (2021, Take This to Heart)

### Сингли
- "After You (Samantha's Song)" (2022)
- "Big Fish" (2023)